# Mâron
Mâron – miejscowość i gmina we Francji, w Regionie Centralnym, w departamencie Indre.
Według danych na rok 1990 gminę zamieszkiwało 665 osób, a gęstość zaludnienia wynosiła 24 osoby/km² (wśród 1842 gmin Regionu Centralnego Mâron plasuje się na 566. miejscu pod względem liczby ludności, natomiast pod względem powierzchni na miejscu 397.).